# Всекитайская ассоциация работников литературы и искусства
Всекитайская ассоциация работников литературы и искусства (кит. трад. 中國文學藝術界聯合會, упр. 中国文学艺术界联合会, пиньинь Zhōngguó Wénxué Yìshùjiè Liánhéhuì, палл. Чжунго Вэньсюэ Ишуцзе Ляньхэхуэй; ВАРЛИ) — творческая общественная организация КНР, объединяющая всекитайские и региональные союзы работников литературы и искусства. Всего в ассоциации состоит более 50 общественных организаций КНР. Учреждена 19 июля 1949 года.

## История
В 1938 году в Ухане Го Можо, Мао Дунь, Тянь Хань и ряд других писателей создали Всекитайскую ассоциацию работников литературы и искусства по отпору врагу, которую возглавил Лао Шэ. Печатным органом организации стал журнал «Канчжань вэньи» («Литература и искусство войны сопротивления») В 1945 году организацию переименовали во Всекитайскую ассоциацию работников литературы и искусства.
В 1949 году преобразована в новую ассоциацию с тем же названием, организационный съезд которой прошёл в Пекине с 30 июня по 28 июля. На съезде 19 июля новая Всекитайская ассоциация работников литературы и искусства официально была создана. Председателем был избран Го Можо, его заместителями стали Мао Дунь и Чжоу Ян.

## Всекитайские члены ВАРЛИ
- Ассоциация китайских драматургов / 中国戏剧家协会
- Китайская ассоциация кино / 中国电影家协会
- Китайская ассоциация художников / 中國美術家協會
- Ассоциация китайских музыкантов / 中国音乐家协会
- Китайская ассоциация художников / 中国曲艺家协会
- Китайская ассоциация танцоров / 中国舞蹈家协会
- Китайская ассоциация фотографов / 中国摄影家协会
- Ассоциация китайских каллиграфов / 中国书法家协会
- Ассоциация китайских народных писателей / 中国民间文学家协会
- Ассоциация китайских акробатов / 中国杂技家协会
- Ассоциация китайских работников телевидения / 中国电视艺术家协会
- Союз китайских писателей / 中国作家协会[1]

## Председатели
Председатели Всекитайской ассоциации работников литературы и искусства по отпору врагу:
- Лао Шэ

Председатели Всекитайской ассоциации работников литературы и искусства:
- 1949—1978 — Го Можо
- 1978—1988 — Чжоу Ян
- 1988—1996 — Цао Юй
- 1996—2006 — Чжоу Вэйчжи
- 2006—2016 — Сунь Цзячжэн
- 2016 — н.в. — Те Нин

Почётные председатели:
- 1979 — Мао Дунь
- 2006 — Чжоу Вэйчжи[1]